# Samsung Galaxy A90 5G
Samsung Galaxy A90 5G — смартфон середнього рівня, розроблений Samsung Electronics, що входить до серії Galaxy A. Був представлений 3 вересня 2019 року.

## Дизайн

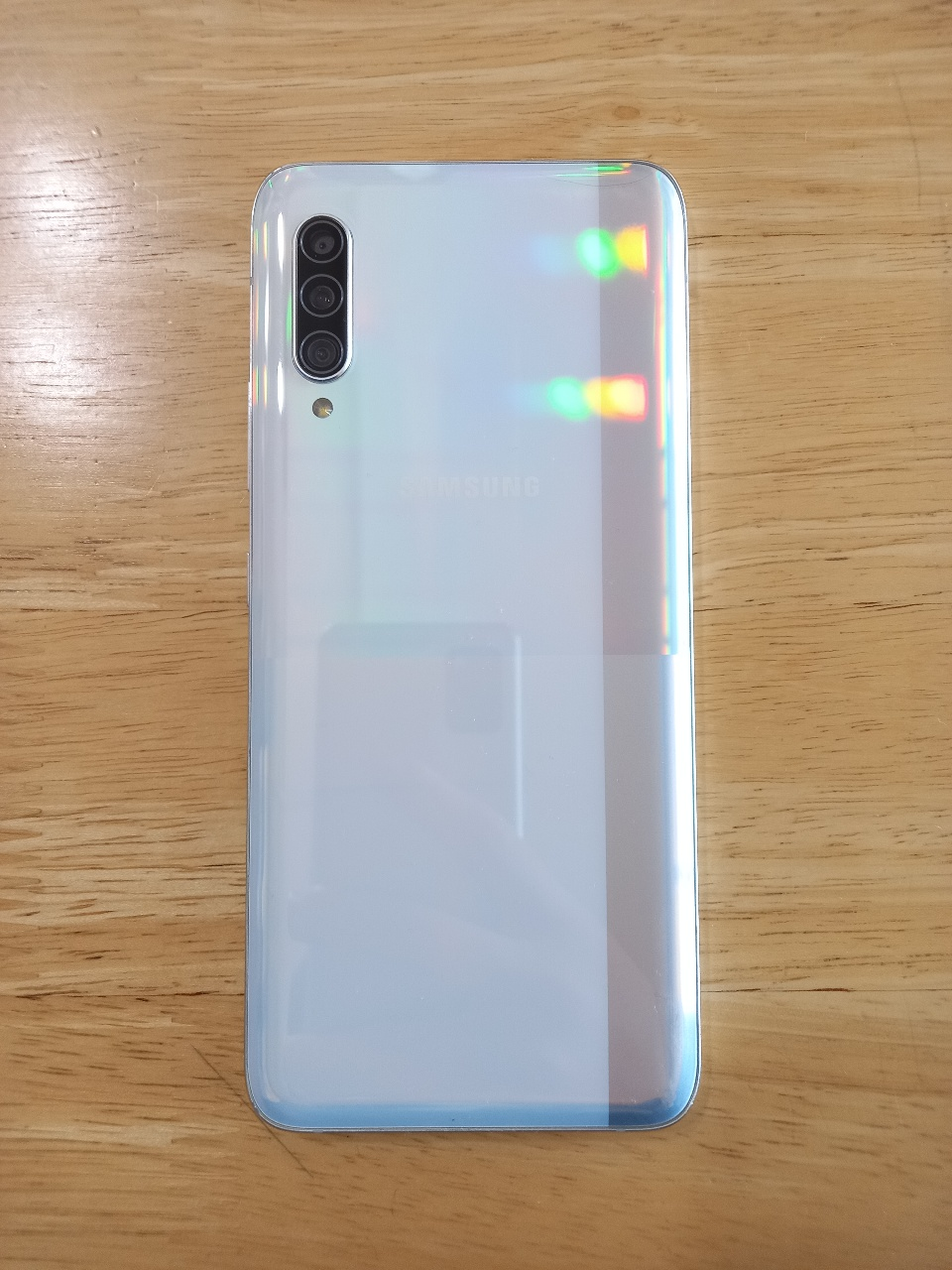
Задня панель Galaxy A90 5G в білому кольорі

Передня та задня панелі виконані зі скла Corning Gorilla Glass 6, а рамка — з алюмінію.
Знизу знаходяться роз'єм USB-C, мікрофон та динамік. Зверху розташований додатковий мікрофон та залежно від версії слот під 1 або 2 SIM-картки. З правого боку розміщені кнопки регулювання гучності та кнопка блокування.
Galaxy A90 5G продавався в білому і чорному кольорах.

## Технічні характеристики

### Апаратне забезпечення

#### Платформа
Пристрій отримав флагманський процесор Qualcomm Snapdragon 855 з графічним процесором Adreno 640.

#### Акумулятор
Акумуляторна батарея отримала об'єм 4500 мА·год та підтримку швидкої зарядки на 25 Вт.

#### Камера
Смартфон отримав основну потрійну камеру, що складається із ширококутного об'єктиву на 48 Мп з діафрагмою f/2.0 та фазовим автофокусом, надширококутного об'єктиву на 8 Мп з діафрагмою f/2.2 і сенсора глибини на 5 Мп з діафрагмою f/2.2. Також пристрій отримав ширококутну фронтальну камеру на 32 Мп з діафрагмою f/2.0. Основна камера вміє записувати відео в роздільній здатності до 4K@30fps, а передня — до 1080p@30fps.

#### Екран
Galaxy A90 5G має 6,7-дюймовий екран Infinity-U (з краплеподібним вирізом) типу Super AMOLED з роздільною здатністю Full HD+ (2400 × 1080), щільністю пікселів 393 ppi та співвідношенням сторін 20:9. Також під екран вбудовано оптичний сканер відбитків пальців.

#### Пам'ять
Galaxy A90 5G продавався в конфігураціях 6/128 та 8/128 ГБ. Об'єм сховища можна розширити тільки в моделі з 6 ГБ оперативної пам'яті картою пам'яті формату microSD до 512 ГБ.

### Програмне забезпечення
Смартфон був випущений на One UI 1.5 на базі Android 9 Pie і був оновлений до One UI 4.1 на базі Android 12. Також Galaxy A90 5G є першим смартфоном середнього рівня, що має підтримку Samsung DeX.